# Pentti Haanpää

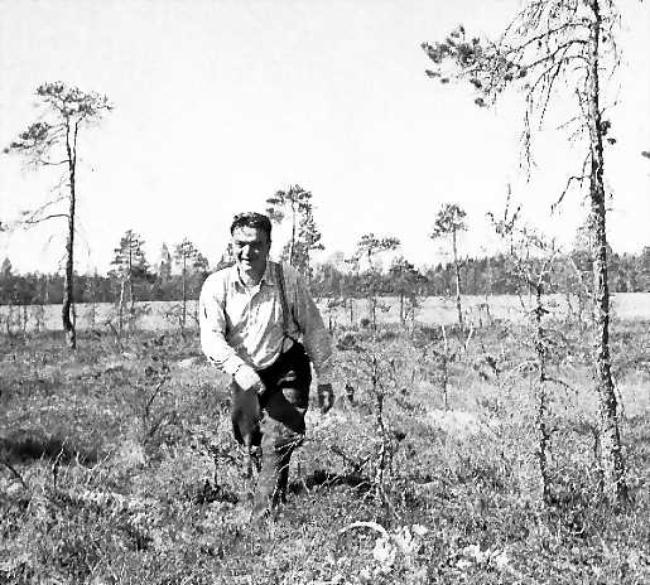
Pentti Haanpää, 1950

Pentti Mikael Haanpää (* 14. Oktober 1905 in Pulkkila; † 30. September 1955 in Pyhäntä) war ein finnischer Schriftsteller, der vorwiegend Erzählungen und Romane über einfache Menschen aus dem Volk verfasste, etwa Landstreicher, Schuster, Flößer, Soldaten. Dabei wusste der Bauernsohn und „Meister der kleinen Form“ in zahlreichen Kurzgeschichten auch Episoden, die unbedeutend erscheinen, Kontur zu verleihen. Seine Sprache ist derb und hintersinnig zugleich. Bei der etablierten Kritik machte sich „Naturtalent“ Haanpää um 1930 durch seine sozialistischen und antimilitaristischen Positionen unbeliebt, so dass er nur noch in kleinen linken Verlagen veröffentlichen konnte. 1948 verlieh ihm der Staatspräsident die Pro-Finlandia-Medaille. Haanpää starb mit knapp 50 Jahren wahrscheinlich in Folge eines Unfalls.

## Leben und Werk
Auch die Vorfahren Haanpääs, ebenfalls einfache Bauern, schrieben bereits. Zum Teil bekleideten sie in ihrer Region öffentliche Ämter. Haanpää sah sich schon mit 16, nach der Volksschule, als Schriftsteller und veröffentlichte in Zeitschriften. Er absolvierte ein paar Fernstudienkurse der Volkshochschule. Einen Beruf erlernte er nicht. Seinen Lebensunterhalt verdiente er mit Landwirtschaft und Fischerei, wenn die Einkünfte als Schriftsteller gerade nicht ausreichten. Für Richard Semrau habe Haanpää mit Teikka, einem Wanderarbeiter, die erste fordernde proletarische Figur in der finnischen Prosa geschaffen. Trotz ihrer Sympathie für die benachbarte Sowjetunion bleiben sowohl Teikka als auch sein Schöpfer mangels einer gewerkschaftlichen Bewegung in der Gegend Einzelkämpfer. Vom Kriegsdienst abgesehen, verbrachte Haanpää sein ganzes Leben in seinem Heimatdorf Piippola. Ab und zu reiste er nach Helsinki, einmal zum Eismeer und nach China. Einige Versuche, einen städtischen Beruf zu ergreifen oder gar nach Kanada auszuwandern, scheiterten. Zwar litt er unter der heimatlichen Enge und Eintönigkeit, nahm sie jedoch seiner Verwurzelung zuliebe in Kauf.

### Teufelskreis der Lohnabhängigkeit
Schon mit 20 gab Haanpää sein Debüt als Buchautor: Maantietä Pitkin (1925). Diese Erzählung brachte ihm überwiegend Lob ein. 1925/26 leistete er Militärdienst. Wie ungern er Soldat war, zeigt sein Buch Kenttä ja kasarmi (Exerzierplatz und Kaserne) von 1928, das ihm prompt Missfallen eintrug, gar „einen der größten Literaturskandale im Lande“ auslöste, wie Manfred Peter Hein berichtet. „Das gefeierte 'Naturtalent' hatte sich vergriffen, hatte die Nation bespuckt, hatte geistigen Selbstmord begangen.“ Zwei weitere Werke mit starker Sozialkritik, Noitaympyrä (Teufelskreis) und Vääpeli Sadon tapaus (Die Stiefel der Neun) aus den 1930er Jahren, konnten erst 1956 erscheinen. Der Verlag Kirjailijain Kustannusliike veröffentlichte immerhin mehrere Bände mit Erzählungen Haanpääs. Mit Kollegen wie Arvo Turtiainen, Katri Vala, Viljo Kajava und Elvi Sinervo gehörte Haanpää in dieser Zeit der marxistisch orientierten literarischen Gruppe Kiila (Keil) an.
Haanpää wurde zu beiden Kriegen gegen die Sowjetunion (dem Winterkrieg und dem Fortsetzungskrieg) eingezogen, sehr zu seinem Missfallen. Werke wie Korpisota (Urwaldkrieg) und das bereits erwähnte Yhdeksän miehen saappaat zeigen seine Assoziation des Krieges mit Armut und Leid. Im Roman Jauhot (Der Einfall des Gouverneurs) von 1949 werde der „unüberhörbare Unterton gesellschaftskritischer Anklage“ von der „holzschnittartigen, ebenso naturalistischen wie humoristischen Zeichnung der Menschen“ überdeckt, urteilt Kindlers. Haanpää verzichte auf jedes Moralisieren. „Die Sprache ist knapp, unsentimental, doch nicht ohne verhaltene Poesie.“

### Ein Bootsunglück
Haanpää war seit 1940 mit der Buchhalterin Aili Karjalainen verheiratet. 1945 wurde ihre Tochter Elsa geboren. Auch mit steigender Beliebtheit im Lande blieb er seiner einfachen Lebensweise treu. Neben der Anspruchslosigkeit schätze man Aufrichtigkeit, Freundlichkeit, Unangepasstheit an Haanpää, schreibt Semrau. 1953 gehörte er einer finnischen Schriftsteller-Delegation an, die China besuchte. Zwar hatte er gelegentlich die Beschränkung der Redefreiheit in der UdSSR kritisiert, doch in seinem ein Jahr darauf erscheinenden rühmenden Werk über China verzichtete er auf entsprechende Kritik. In den 1960er Jahren wurde Haanpääs Gesamtwerk in 10 Bänden herausgegeben.
Er selber erlebte diese Gesamtausgabe nicht mehr. Im September 1955 starb Haanpää auf dem See Iso Lamujärvi bei Pyhäntä während eines Sturms auf einem Bootsausflug. Laut Robert Brantberg ist ein Selbstmord nicht auszuschließen. Alle Anwesenden seien zudem stark angetrunken gewesen.

## Deutschsprachige Veröffentlichungen
- Der Einfall des Gouverneurs (Jauhot), Rostock 1965
- Erzählungen (Juhut), Helsinki/Stuttgart 1982
- Der Teufelskreis (Noitaympyrä), Helsinki/Stuttgart 1983
- Die Stiefel der Neun (Yhdeksän miehen saapaat), Helsinki/Stuttgart 1983